# Nodulotrophon
Nodulotrophon là một chi ốc biển, là động vật thân mềm chân bụng sống ở biển thuộc họ Muricidae, họ ốc gai.

## Các loài
Các loài thuộc chi Nodulotrophon bao gồm:
- Nodulotrophon coronatus (H. Adams & A. Adams, 1864)[2]
- Nodulotrophon raymondi (Moody, 1916)[3]
- Nodulotrophon scolopax (Watson, 1882)[4]
- Nodulotrophon septus (Watson, 1882)[5]